# Рюдзин
Рюдзин (яп. 龍神 рю:дзин, бог-дракон; также может записываться упрощёнными иероглифами как 竜神) — бог водной стихии в японской мифологии и синтоизме. Считается добрым богом и покровителем Японии, так как японское население на протяжении многих веков живёт за счет моря и морепродуктов. Рюдзину также приписывается вызов урагана, который потопил монгольскую флотилию, посланную ханом Хубилаем.

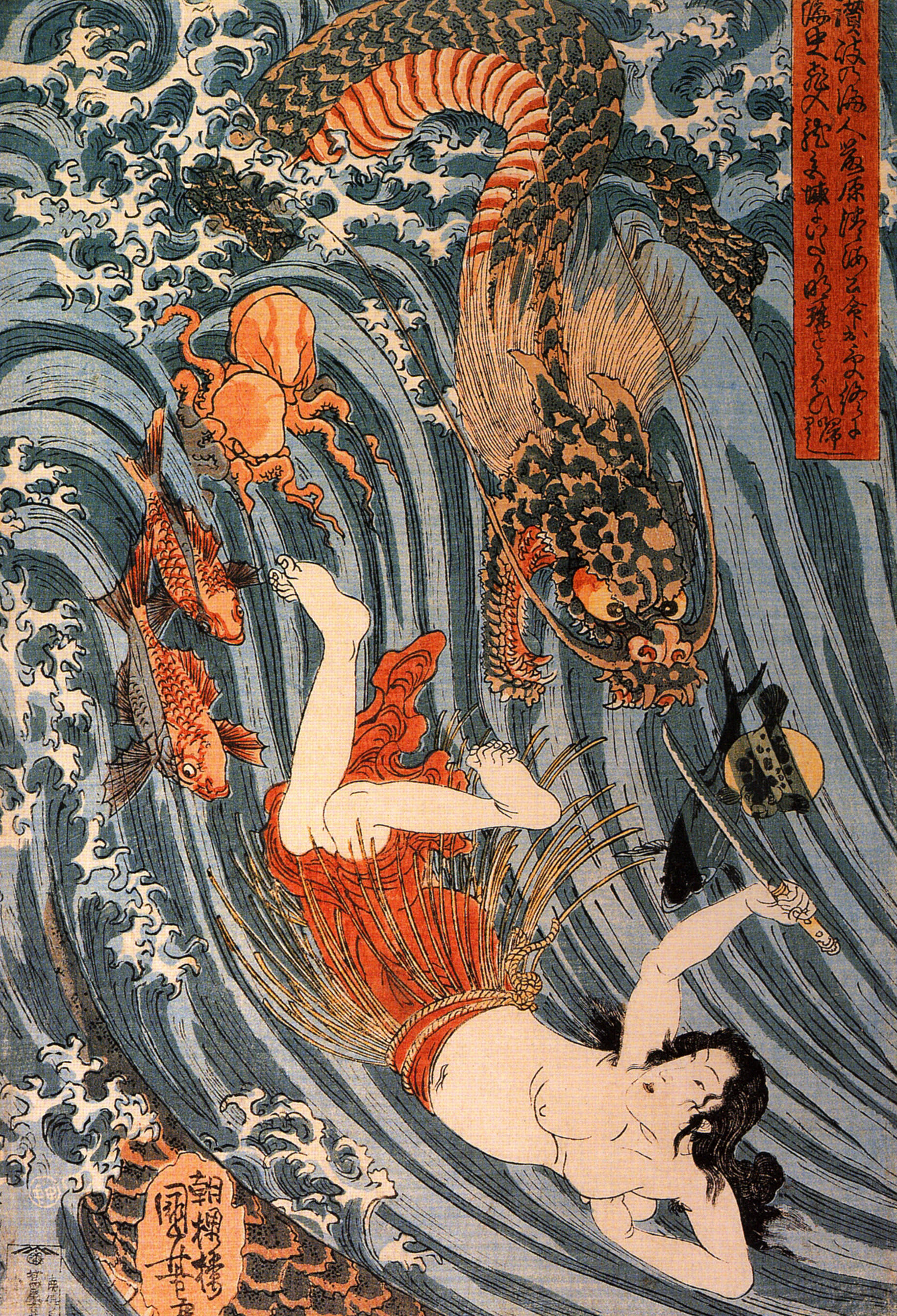
Принцесса Таматори похищает драгоценности Бога-Дракона

Рюдзин — дракон, морской бог — японское божество водной стихии и верховной власти, в нэцкэ обычно представал в виде старца, облаченного в одеяние китайского императора. Но гораздо большей популярностью в народе пользовался сюжет, в котором обнаженный по пояс, длинноволосый и бородатый Рюдзин держит в руках жемчужину, повелевающую приливами, а за плечами у него примостился дракон или осьминог. Однако, ряд западных специалистов полагает, что на самом деле в данном сюжете запечатлен не сам Рюдзин, а его посланец: со временем же их образы слились в народном сознании.
Рюдзину приписывалась власть над морскими драконами и прочей водной живностью. Люди верили, что он владеет несметными богатствами и является самым богатым существом в мире. Живёт Рюдзин в Рюгу-дзё — роскошном хрустальном дворце на самом дне моря. Временами, когда на него находит особое настроение, он принимает человеческий облик и посещает мир людей, даря своим вниманием самых прекрасных земных женщин. Результат его посещений — диковинное и многочисленное потомство; все его дети зеленоглазы и черноволосы, они обладают исключительными способностями к черной магии. Настоящее имя Рюдзина — Ватацуми-но ками. Именно под этим именем он значится в «Кодзики» (свиток I, §§ 33-35) и «Нихон сёки» (свиток II, § 10), основных источниках по древнеяпонской мифологии. Рюдзином же его стали называть гораздо позднее.
Об этом боге сложено немало легенд. Так, например, рассказывают, что некогда боги Ходэри-но микото и Хоори-но микото, внуки Великой Богини Аматэрасу (первый из них был искусным рыбаком, а второй — заправским охотником) решили поменяться между собой ремеслами, чтобы попробовать, сумеют ли они ими овладеть. Хоори-но микото, пытаясь удить, упустил заговоренный крючок брата в море. Пытаясь возместить утрату, он предложил брату сначала 500, а потом еще 1000 крючков, выкованных из своего меча, но тот не согласился. Сел Хори-но микото на берегу и пригорюнился, не зная, как достать крючок брата со дна моря. Тут неожиданно к нему приблизился бог-дух приливов Сио-цути-но ками и поинтересовался, что же так расстроило Хоори-но микото. Узнав о беде, он утешил незадачливого рыбака, мигом сплел корзину, усадил в неё Хоори-но микото и спустил его в той корзине прямо на дно морское. Идя по дну, Хоори-но микото вскоре достиг дворца Морского бога. Там он встретил его дочь, Тоётама-бимэ-но микото, и они полюбили друг друга. Морской бог, растрогавшись, объявил свадьбу; выложил на сотни столов приданого и созвал на пиршество чуть ли не всех обитателей морского царства. Хоори-но микото прожил с любимой супругой целых три года, пока не вспомнил, зачем явился. Выслушал его печальный рассказ Морской бог и приказал рыбам найти и вернуть крючок, что и было тотчас исполнено. На прощанье он вручил Хоори-но микото две жемчужины — одна управляла приливами, другая отливами — и научил, как ими пользоваться. А ещё он научил его особому заклинанию, чтобы Хоори-но микото смог бы вразумить брата, если что-то пойдёт не так. Хоори-но микото усадили на спину крокодила и отправили домой. Они помирились с Ходэри-но микото, хотя Хоори-но микото и пришлось преподать брату несколько горьких уроков, как наставлял его Морской бог. Вскоре прибыла супруга Хоори-но микото с дитём, и все они зажили счастливо.